# Huo Guang
Huo Guang, imię publiczne: Zimeng, chiń. 子孟 (ur. ?, zm. 68 p.n.e.) – regent cesarstwa Han po śmierci cesarza Wu (141–87 p.n.e.), sprawujący faktyczną władzę w państwie od roku 87 p.n.e. aż do śmierci.

## Życiorys

### Droga do władzy
Huo Guang był synem Huo Zhongru i tym samym przyrodnim bratem Huo Qubinga, jednego z najważniejszych dowódców wojskowych Wudi. Pierwsza żona Huo Zhongru i matka Huo Qubinga, Wei Shaoer, była starszą siostrą cesarzowej Wei Zifu, i w ten sposób Huo Guang był spowinowacony także z nią. W wieku około dziesięciu sui Huo Guang został zabrany przez Huo Qubinga do Chang’anu (dzis. Xi’an) i mianowany dżentelmenem (Lang, 啷), by ok. 120 p.n.e. otrzymać tytuł Pałacowego Asystenta (Shizhong, 侍中). Po śmierci Huo Qubinga w 117 p.n.e. został Komendantem Cesarskich Powozów (Feng ju Duwei, 奉車都尉) oraz Doradcą Pałacu (Guanglu Dafu, 光祿大夫). Podczas służby w pałacu zachowywał się niezwykle ostrożnie, „zdobywając przychylność i zaufanie Wudi”.
Huo Guang zaczął odgrywać poważniejszą rolę dopiero w wyniku dynastycznego kryzysu w 91 p.n.e., kiedy zarówno następca tronu Liu Ju jak i jego matka, cesarzowa Wei Zifu, byli zmuszeni popełnić samobójstwo. Zdeterminowany, by mianować swym następcą Liu Fulinga (późniejszego cesarza Zhao (87–74 p.n.e.), małoletniego syna swojej ulubionej konkubiny Zhao Jieyu, Wudi dał wyraz swoim intencjom przesyłając Huo Guangowi prezent. Był to obraz przedstawiający księcia Zhou wspierającego króla Chenga (ok. 1042/1035–1006 p.n.e.) jako regent. W trakcie swojej śmiertelnej choroby w 87 p.n.e. Wudi wprost poprosił Huo Guanga, by ten przyjął taką rolę. Huo Guang odmówił na rzecz Jin Midi, ten jednak oświadczył, że jako obcy (był z pochodzenia Xiongnu) gorzej niż Huo Guang nadaje się do tego zadania. Ostatecznie Huo Guang został mianowany Naczelnym Generałem (Da Jiangjun, 大將軍) z honorowym tytułem Marszałka Stanu (Da Sima, 大司馬), Jin Midi Generałem Rydwanów i Kawalerii (Juji Jiangjun, 車騎將軍), Shangguan Jie Generałem Lewej Strony (Zuo Jiangjun, 左將軍), zaś Sang Hongyang Cesarskim Doradcą (Yushi Dafu, 御史大夫). Wszyscy oni wzięli na siebie obowiązek wykonania ostatniej woli cesarza i wspierania nowego władcy, który miał zaledwie osiem sui. „Wraz ze śmiercią Wudi cała władza spoczęła w rękach Huo Guanga”.

### Panowanie Zhaodi
Od początku stosunki Huo Guanga ze swoimi pozostałymi partnerami nie były łatwe. Jin Midi zmarł w 86 p.n.e. i Huo Guang zbliżył się do Shangguan Jie, wydając za jego syna Shangguan Ana swoją starszą córkę. Córka z tego małżeństwa, będąc w wieku zbliżonym do cesarza, została wprowadzona do pałacu i stała się towarzyszką jego zabaw, a w 83 p.n.e. cesarzową. Mimo to wkrótce Shangguan Jie wraz z Sang Hongyangiem porozumieli się co do obalenia Huo Guanga ze starszym synem Wudi, Liu Danem, który uważał, że ma większe prawa do tronu cesarskiego niż Zhaodi. Liu Dan już w 86 p.n.e. chciał zdobyć tron siłą i po wykryciu spisku ocalił życie jedynie zrzucając winę na jednego ze swoich krewnych. W 80 p.n.e. Liu Dan przedstawił memoriał, w którym oskarżał Huo Guanga o prowadzenie niewłaściwego stylu życia, mianowanie niegodnych tego urzędników oraz monopolizowanie władzy. Ku zaskoczeniu całego dworu czternastoletni Zhaodi zorientował się w intencjach Liu Dana i odmówił uznania jakiejkolwiek nielojalności Huo Guanga. W odpowiedzi spiskowcy przedsięwzięli plan zabicia go, został on jednak wykryty, a oni sami zabici lub zmuszeni do samobójstwa. Huo Guang zachował swoją władzę nawet po dojściu Zhaodi do pełnoletniości w 77 p.n.e.

### Epizod cesarza Liu He
Zhaodi zmarł niespodziewanie w 74 p.n.e. i przed Huo Guangiem stanęła konieczność wyboru jego następcy. Jedyny obecnie żyjący syn Wudi, Liu Xu, został ponownie pominięty. Miał on w międzyczasie próbować doprowadzić do śmierci Zhaodi za pomocą czarów, jednak wydaje się możliwe, iż rzeczywistym powodem decyzji Huo Guanga była jego niechęć do idei posiadania dorosłego cesarza, którym nie można by manipulować. W rezultacie do objęcia tronu został zaproszony Liu He (74 p.n.e.), wnuk Wudi, który miał wówczas 18 lat. Jego niewłaściwe lub nawet lubieżne zachowanie szybko zaalarmowało Huo Guanga, który wsparty przez innych wyższych urzędników zaaranżował jego usunięcie z tronu. W obecności 15 letniej cesarzowej wdowy Shangguan – wnuczki Huo Guanga oraz ministrów, odczytano memoriał złożony w imieniu kanclerza (Chengxiang, 丞相) Yang Changa, Huo Guanga, Cesarskiego Doradcy, siedmiu z dziewięciu ministrów stanu, siedmiu innych wyższych urzędników i jedenastu młodszych oraz czterech generałów i czterech arystokratów. W memoriale oskarżono Liu He m.in. o niezachowywanie żałoby po poprzednim cesarzu, nadużywanie cesarskich pieczęci, utrzymywanie kontaktów seksualnych z kobietą służącą niegdyś Zhaodi, sprzeniewierzanie państwowych funduszy oraz grożenie śmiercią tym, którzy by wydali te praktyki. W ten sposób zasady władzy cesarskiej zostały zatracone, a dynastia i cesarstwo znalazły się w niebezpieczeństwie. Cesarzowa wdowa miała przerwać wyliczanie występków Liu He, by wyrazić swój szok, zaś urzędnicy cesarstwa prosząc ją o złożenie Liu He z tronu mieli zwrócić uwagę, iż zachowanie dynastycznej ciągłości ma pierwszeństwo przed osobą władcy. Liu He został pozbawiony cesarskich pieczęci i odesłany do swojego dawnego królestwa (Wang, 王), Changyi. Huo Guang skazał na śmierć około 200 osób z jego otoczenia za to, że pozwolili mu na popadnięcie w złe zachowanie. Panowanie Liu He trwało tylko 27 dni pomiędzy 18 lipca a 14 sierpnia 74 p.n.e..

### Wybór Xuandi i ostatnie lata życia

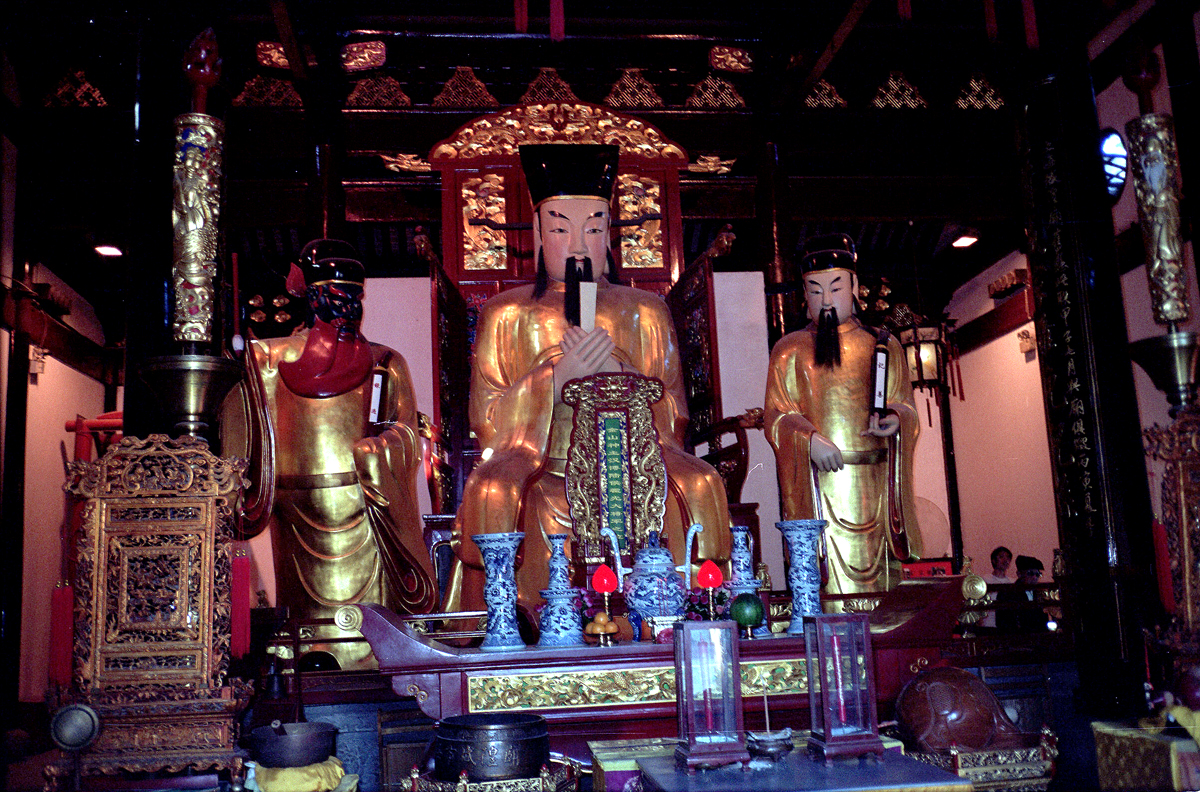
Huo Guang w centrum ołtarza świątyni boga miasta w Szanghaju

W następnym memoriale Huo Guang i jego partnerzy wskazali powody, dla których właściwym cesarzem byłby Liu Bingyi (późniejszy cesarz Xuan (74–49 p.n.e.), osiemnastoletni prawnuk Wudi, obeznany z Księgą Pieśni i obdarzony właściwymi cnotami. Liu Bingyi, będący wnukiem niegdyś zmuszonego do samobójstwa Liu Ju, został tym samym cesarzem 10 września 74 p.n.e. Kontrola nad rządem pozostała w rękach Huo Guanga, którego bliscy krewni i współpracownicy dowodzili jednostkami gwardii. Cesarz nie wtrącał się w sprawy państwa, jednak pomimo osobistych protestów Huo Guanga odmówił mianowania cesarzową jego córki i doprowadził do tego by, została nią jego dotychczasowa żona, Xu Pingjun. Kiedy zaszła ona w ciążę żona Huo Guanga, Huo Xian, doprowadziła do jej otrucia i cesarzowa zmarła w agonii 1 marca 71 p.n.e. Huo Guang dowiedział się o sposobie w jaki jego żona pozbyła się rywalki z niejaką konsternacją, po namyśle zdecydował się jednak nie przedsiębrać żadnego działania i zachować milczenie. Rok później córka Huo Guanga, Huo Chengjun, została mianowana cesarzową. 
Kiedy Huo Guang był złożony chorobą w 68 p.n.e. cesarz odwiedził go osobiście. Na jego prośbę część jego domeny została przekazana jego krewnemu Huo Shanowi, a jego syn Huo Yu został mianowany Generałem Prawej Strony (You Jiangjun, 右將軍). Xuandi i cesarzowa wdowa byli obecni na jego pogrzebie i  po jego śmierci został wydany dekret, zgodnie z którym w świetle niezwykłych usług jakie oddał państwu, porównywalnych z usługami Xiao He, jego potomkowie powinni być zwolnieni od podatków i służby, zaś jego domena nie powinna być zniesiona jak to się zwykle działo wraz ze śmiercią posiadającej ją osoby.